# Henri Dagba
Henri Dagba, född 1957, är en friidrottare från Benin. Han deltog vid olympiska sommarspelen 1980.